# Wim De Decker
Wim De Decker (ur. 6 kwietnia 1982 w Temse) – belgijski piłkarz grający na pozycji defensywnego pomocnika. Był reprezentantem Belgii.

## Kariera klubowa
Swoją karierę piłkarską De Decker rozpoczął w klubie KSK Beveren, w którym 20 maja 2001 zadebiutował w pierwszej lidze belgijskiej w przegranym 2:3 wyjazdowym meczu z KRC Harelbeke. W Beveren występował przez dwa sezony.
Latem 2002 De Decker przeszedł do KAA Gent, a swój debiut w nim zaliczył 10 sierpnia 2002 w zremisowanym 0:0 domowym meczu z Royalem Antwerp FC. W zespole z Gandawy występował przez rok.
Latem 2003 De Decker został zawodnikiem Germinalu Beerschot. Swój debiut w Germinalu zanotował 29 listopada 2003 w zwycięskim 1:0 wyjazdowym meczu z Royalem Charleroi. W sezonie 2004/2005 zdobył z Germinalem Puchar Belgii. W Germinalu grał do końca sezonu 2005/2006.
Latem 2006 De Decker przeszedł do KRC Genk. Zadebiutował w nim 29 lipca 2006 w wygranym 3:1 domowym meczu z SV Zulte Waregem. W sezonie 2006/2007 wywalczył z Genkiem wicemistrzostwo Belgii, a w sezonie 2008/2009 zdobył puchar tego kraju.
W trakcie sezonu 2008/2009 De Decker odszedł z Genku do Germinalu Beerschot. Występował w nim do końca sezonu 2015/2016 i wtedy też odszedł do drugoligowego Royalu Antwerp. Zadebiutował w nim 3 sierpnia 2013 w zwycięskim 2:0 domowym meczu z Eendrachtem Aalst. W 2016 roku zakończył w Royalu swoją karierę piłkarską.
| Sezon   | Klub               | Kraj   | Rozgrywki     | Mecze | Gole |
| ------- | ------------------ | ------ | ------------- | ----- | ---- |
| 2000/01 | KSK Beveren        | Belgia | Eerste klasse | 1     | 0    |
| 2001/02 | KSK Beveren        | Belgia | Eerste klasse | 28    | 0    |
| 2002/03 | KAA Gent           | Belgia | Eerste klasse | 25    | 0    |
| 2003/04 | Germinal Beerschot | Belgia | Eerste klasse | 17    | 0    |
| 2004/05 | Germinal Beerschot | Belgia | Eerste klasse | 31    | 0    |
| 2005/06 | Germinal Beerschot | Belgia | Eerste klasse | 33    | 0    |
| 2006/07 | KRC Genk           | Belgia | Eerste klasse | 33    | 0    |
| 2007/08 | KRC Genk           | Belgia | Eerste klasse | 23    | 1    |
| 2008/09 | KRC Genk           | Belgia | Eerste klasse | 18    | 0    |
| 2008/09 | Germinal Beerschot | Belgia | Eerste klasse | 11    | 1    |
| 2009/10 | Germinal Beerschot | Belgia | Eerste klasse | 32    | 0    |
| 2010/11 | Germinal Beerschot | Belgia | Eerste klasse | 12    | 0    |
| 2011/12 | Beerschot AC       | Belgia | Eerste klasse | 33    | 1    |
| 2012/13 | Beerschot AC       | Belgia | Eerste klasse | 28    | 1    |
| 2013/14 | Royal Antwerp FC   | Belgia | Tweede klasse | 31    | 0    |
| 2014/15 | Royal Antwerp FC   | Belgia | Tweede klasse | 11    | 0    |
| 2015/16 | Royal Antwerp FC   | Belgia | Tweede klasse | 15    | 0    |

## Kariera reprezentacyjna
W reprezentacji Belgii De Decker zadebiutował 11 maja 2006 w wygranym 2:1 towarzyskim meczu z Arabią Saudyjską, rozegranym w Sittard, gdy w 46. minucie zmienił Thomasa Vermaelena. Był to jego jedyny mecz w kadrze narodowej.

## Kariera trenerska
Po zakończeniu kariery piłkarskiej De Decker rozpoczął pracę trenera. W latach 2016–2017 był pierwszym trenerem Royalu Antwerp FC. W latach 2017–2020 był w nim asystentem Ladislau Bölöniego. W 2020 roku odszedł z nim do KAA Gent, gdzie najpierw pełnił role asystenta Bölöniego, a następnie samodzielnie prowadził zespół Gent. W 2021 został trenerem drugoligowego KMSK Deinze.